# Wijnand Geraedts
Wijnandus Aloisius (Wijnand) Geraedts (Swalmen, 5 de junio de 1883-Leiden, 19 de mayo de 1958) fue un pintor holandés .

## Biografía y obras
Geraedts se educó en Amberes y Múnich y luego trabajó en Alemania, Francia, Italia y los Estados Unidos, así como en los Países Bajos.

En los Países Bajos, la Iglesia católica fue su principal cliente. Sus Vía crucis y pinturas al fresco y al óleo se encuentran en las iglesias de San José en Roosendaal, San Willibrord en Oegstgeest, San Martín en Etten, San Werenfridus en Zieuwent, y las iglesias de San José de Zandberg en Drenthe y de su ciudad natal.
Su pintura de la Santa Virgen de Welberg fue motivo de polémica: una Virgen María de cabello rubio, sin velo, que se asemeja a un ángel, siguiendo las instrucciones de Janske Gorissen, una visionaria estigmatizada de Welberg, municipio de Steenbergen. La pintura de Geraedts colgó en la iglesia parroquial mientras duró el apogeo del culto mariano local, terminado tras una investigación eclesiástica oficial que lo tachaba de falso misticismo y concluía que las creencias populares asociadas se habían salido de control. La pintura de Geraedts se retiró de la iglesia parroquial y ahora se conserva en el palacio episcopal de Breda .
Fue miembro de la asociación de artistas Sint Lucas de Ámsterdam.
Su hijo Pieter Geraedts también fue pintor.